# Nova criatura
A nova criatura (Gr. καινὴ κτίσις), ou nova criação, é um conceito das cartas do apóstolo São Paulo:
2 Coríntios 5:17 "Pelo que, se alguém está em Cristo, nova criatura é; as coisas velhas já passaram; eis que tudo se fez novo."
Em grego, o termo ktisis pode se referir tanto a uma criatura única, ou se referir a toda a criação. No Catecismo da Igreja Católica, do mesmo modo que o Sábado encerrou a primeira criação, a redenção estimula a nova criação.